# Mariusz Fyrstenberg
Mariusz Stanisław Fyrstenberg (Warschau, 8 juli 1980) is een professionele tennisspeler uit Polen. Hij is gespecialiseerd in het herendubbelspel. Hij begon op zevenjarige leeftijd met tennis. In 2003 won hij zijn eerste (dubbel)toernooi in Sopot, samen met Marcin Matkowski. In 2008 speelde hij in de kwartfinale van de herendubbel op de Olympische Spelen in Beijing.

## Palmares

### Dubbelspel
| Nr.                                       | Datum             | Toernooi              | Ondergrond    | Partner           | Tegenstanders in finale                   | Score                 | Details |
| ----------------------------------------- | ----------------- | --------------------- | ------------- | ----------------- | ----------------------------------------- | --------------------- | ------- |
| Gewonnen finales heren dubbel             |                   |                       |               |                   |                                           |                       |         |
| 1.                                        | 3 augustus 2003   | ATP Sopot             | Gravel        | Marcin Matkowski  | František Čermák Leoš Friedl              | 6-4, 6-7(7), 6-3      | Details |
| 2.                                        | 29 februari 2004  | ATP Costa Do Sauipe   | Gravel        | Marcin Matkowski  | Tomas Behrend Leoš Friedl                 | 6-2, 6-2              | Details |
| 3.                                        | 7 augustus 2005   | ATP Sopot (2)         | Gravel        | Marcin Matkowski  | Lucas Arnold Ker Sebastián Prieto         | 7-6(4), 6-4           | Details |
| 4.                                        | 17 september 2006 | ATP Boekarest         | Gravel        | Marcin Matkowski  | Martín García Luis Horna                  | 6-7(5), 7-6(5), 10-8  | Details |
| 5.                                        | 5 augustus 2007   | ATP Sopot (3)         | Gravel        | Marcin Matkowski  | Martín García Sebastián Prieto            | 6-1, 6-1              | Details |
| 6.                                        | 14 oktober 2007   | ATP Wenen             | Hardcourt (i) | Marcin Matkowski  | Tomas Behrend Christopher Kas             | 6-4, 6-2              | Details |
| 7.                                        | 15 juni 2008      | ATP Warschau          | Gravel        | Marcin Matkowski  | Nikolaj Davydenko Yuri Schukin            | 6-0, 3-6, 10-4        | Details |
| 8.                                        | 19 oktober 2008   | ATP Madrid            | Hardcourt (i) | Marcin Matkowski  | Mahesh Bhupathi Mark Knowles              | 6-4, 6-2              | Details |
| 9.                                        | 21 juni 2009      | ATP Eastbourne        | Gras          | Marcin Matkowski  | Travis Parrott Filip Polášek              | 6-4, 6-4              | Details |
| 10.                                       | 4 oktober 2009    | ATP Kuala Lumpur      | Hardcourt (i) | Marcin Matkowski  | Igor Koenitsyn Jaroslav Levinský          | 6-2, 6-1              | Details |
| 11.                                       | 19 juni 2010      | ATP Eastbourne (2)    | Gras          | Marcin Matkowski  | Colin Fleming Ken Skupski                 | 6-3, 5-7, 10-8        | Details |
| 12.                                       | 29 april 2012     | ATP Barcelona         | Gravel        | Marcin Matkowski  | Marcel Granollers Marc López              | 2-6, 7-6(7), 10-8     | Details |
| 13.                                       | 13 mei 2012       | ATP Madrid (2)        | Gravel        | Marcin Matkowski  | Robert Lindstedt Horia Tecău              | 6-3, 6-4              | Details |
| 14.                                       | 21 juli 2013      | ATP Hamburg           | Gravel        | Marcin Matkowski  | Alexander Peya Bruno Soares               | 3-6, 6-1, 10-8        | Details |
| 15.                                       | 5 januari 2014    | ATP Brisbane          | Hardcourt     | Daniel Nestor     | Juan Sebastián Cabal Robert Farah Maksoud | 6-7(4), 6-4, 10-7     | Details |
| 16.                                       | 21 september 2014 | ATP Metz              | Hardcourt (i) | Marcin Matkowski  | Marin Draganja Henri Kontinen             | 6-7(3), 6-3, 10-8     | Details |
| 17.                                       | 25 februari 2015  | ATP Memphis (1)       | Hardcourt (i) | Santiago González | Artem Sitak Donald Young                  | 5-7, 7-6(1), 10-8     | Details |
| 18.                                       | 14 februari 2016  | ATP Memphis (2)       | Hardcourt (i) | Santiago González | Steve Johnson Sam Querrey                 | 6-4, 6-4              | Details |
| Verloren finales heren dubbel             |                   |                       |               |                   |                                           |                       |         |
| 1.                                        | 2 oktober 2005    | ATP Palermo           | Gravel        | Marcin Matkowski  | Martín García Mariano Hood                | 2-6, 3-6              | Details |
| 2.                                        | 26 februari 2006  | ATP Costa Do Sauipe   | Gravel        | Marcin Matkowski  | Lukáš Dlouhý Pavel Vízner                 | 1-6, 6-4, 3-10        | Details |
| 3.                                        | 30 april 2006     | ATP Barcelona         | Gravel        | Marcin Matkowski  | Mark Knowles Daniel Nestor                | 2-6, 7-6(4), 5-10     | Details |
| 4.                                        | 27 augustus 2006  | ATP New Haven         | Hardcourt     | Marcin Matkowski  | Jonathan Erlich Andy Ram                  | 3-6, 3-6              | Details |
| 5.                                        | 1 oktober 2006    | ATP Palermo           | Gravel        | Marcin Matkowski  | Martín García Luis Horna                  | 6-7(1), 6-7(2)        | Details |
| 6.                                        | 29 oktober 2006   | ATP Bazel             | tapijt (i)    | Marcin Matkowski  | Mark Knowles Daniel Nestor                | 6-4, 4-6, 8-10        | Details |
| 7.                                        | 26 augustus 2007  | ATP New Haven (2)     | Hardcourt     | Marcin Matkowski  | Mahesh Bhupathi Nenad Zimonjić            | 3-6, 3-6              | Details |
| 8.                                        | 7 oktober 2007    | ATP Metz              | Hardcourt (i) | Marcin Matkowski  | Arnaud Clément Michaël Llodra             | 1-6, 4-6              | Details |
| 9.                                        | 21 oktober 2007   | ATP Madrid            | Hardcourt     | Marcin Matkowski  | Bob Bryan Mike Bryan                      | 3-6, 6-7(4)           | Details |
| 10.                                       | 4 mei 2008        | ATP Barcelona (2)     | Gravel        | Marcin Matkowski  | Bob Bryan Mike Bryan                      | 3-6, 2-6              | Details |
| 11.                                       | 14 september 2008 | ATP Boekarest         | Gravel        | Marcin Matkowski  | Nicolas Devilder Paul-Henri Mathieu       | 6-7(4), 7-6(9), 20-22 | Details |
| 12.                                       | 5 oktober 2008    | ATP Metz (2)          | Hardcourt (i) | Marcin Matkowski  | Arnaud Clément Michaël Llodra             | 7-5, 3-6, 8-10        | Details |
| 13.                                       | 9 augustus 2009   | ATP Washington        | Hardcourt     | Marcin Matkowski  | Martin Damm Robert Lindstedt              | 5-7, 6-7(3)           | Details |
| 14.                                       | 18 oktober 2009   | ATP Shanghai          | Hardcourt     | Marcin Matkowski  | Julien Benneteau Jo-Wilfried Tsonga       | 2-6, 4-6              | Details |
| 15.                                       | 3 oktober 2010    | ATP Kuala Lumpur      | Hardcourt (i) | Marcin Matkowski  | František Čermák Michal Mertiňák          | 6-7(3), 6-7(5)        | Details |
| 16.                                       | 10 oktober 2010   | ATP Peking            | Hardcourt     | Marcin Matkowski  | Bob Bryan Mike Bryan                      | 1-6, 6-7(5)           | Details |
| 17.                                       | 17 oktober 2010   | ATP Shanghai (2)      | Hardcourt     | Marcin Matkowski  | Jürgen Melzer Leander Paes                | 5-7, 6-4, 5-10        | Details |
| 18.                                       | 31 oktober 2010   | ATP Wenen             | Hardcourt (i) | Marcin Matkowski  | Daniel Nestor Nenad Zimonjić              | 5-7, 6-3, 5-10        | Details |
| 19.                                       | 11 september 2011 | US Open               | Hardcourt     | Marcin Matkowski  | Jürgen Melzer Philipp Petzschner          | 2-6, 2-6              | Details |
| 20.                                       | 27 november 2011  | ATP World Tour Finals | Hardcourt (i) | Marcin Matkowski  | Maks Mirni Daniel Nestor                  | 5-7, 3-6              | Details |
| 21.                                       | 3 maart 2012      | ATP Dubai             | Hardcourt     | Marcin Matkowski  | Mahesh Bhupathi Rohan Bopanna             | 4-6, 6-3, 5-10        | Details |
| 22.                                       | 31 maart 2013     | ATP Miami             | Hardcourt     | Marcin Matkowski  | Aisam-ul-Haq Qureshi Jean-Julien Rojer    | 4-6, 1-6              | Details |
| 23.                                       | 27 april 2014     | ATP Boekarest         | Gravel        | Marcin Matkowski  | Jean-Julien Rojer Horia Tecău             | 4-6, 4-6              | Details |
| 24.                                       | 28 februari 2015  | ATP Acapulco          | Hardcourt     | Santiago González | Ivan Dodig Marcelo Melo                   | 6-7(2), 7-5, 3-10     | Details |
| 25.                                       | 26 juli 2015      | ATP Umag              | Gravel        | Santiago González | Máximo González André Sá                  | 6-4, 3-6, 5-10        | Details |
| Gewonnen finales heren dubbel challengers |                   |                       |               |                   |                                           |                       |         |
| 1.                                        | 23 september 2001 | Szczecin              | Gravel        | Marcin Matkowski  | Juan Ignacio Carrasco Alex Lopez Moron    | 6-4, 7-6(2)           |         |
| 2.                                        | 18 augustus 2002  | Graz                  | Gravel        | Marcin Matkowski  | Jan Frode Andersen Oliver Marach          | 6-3, 6-4              |         |
| 3.                                        | 25 augustus 2002  | Manerbio              | Gravel        | Marcin Matkowski  | Anthony Ross Dusan Vernic                 | 6-4, 7-6(4)           |         |
| 4.                                        | 27 juli 2003      | Hilversum             | Gravel        | Marcin Matkowski  | Fred Hemmes Mark Nielsen                  | 6-2, 7-5              |         |
| 5.                                        | 24 augustus 2003  | Manerbio              | Gravel        | Marcin Matkowski  | Nicolás Almagro Roberto Menendez          | 6-2, 6-4              |         |
| 6.                                        | 21 september 2003 | Szczecin              | Gravel        | Marcin Matkowski  | Jaroslav Levinský David Škoch             | 6-1, 7-5              |         |
| 7.                                        | 2 november 2003   | Aken                  | Tapijt (i)    | Marcin Matkowski  | Todd Perry Thomas Shimada                 | 7-6(3), 7-6(3)        |         |
| 8.                                        | 1 februari 2004   | Heilbronn             | Tapijt (i)    | Marcin Matkowski  | Lars Burgsmller Kenneth Carlsen           | 6-3, 6-3              |         |
| 9.                                        | 25 september 2005 | Szczecin              | Gravel        | Marcin Matkowski  | Agustín Calleri Sebastián Prieto          | 6-2, 6-4              |         |
| 10.                                       | 12 februari 2006  | Wrocław               | Hardcourt (i) | Marcin Matkowski  | Lukáš Dlouhý Pavel Snobel                 | 3-6, 6-1, 12-10       |         |
| 11.                                       | 12 februari 2006  | Sopot                 | Gravel        | Marcin Matkowski  | Oliver Charroin Stéphane Robert           | 3-6, 6-1, 12-10       |         |
| 12.                                       | 16 januari 2016   | Canberra              | Hardcourt     | Santiago González | Maverick Banes Jarryd Chaplin             | 7-6(3), 6-3           |         |

## Prestaties
| Legenda | Legenda                          |
| ------- | -------------------------------- |
| g.t.    | geen toernooi gehouden           |
| l.c.    | lagere categorie                 |
| –       | niet deelgenomen                 |
| G       | uitgeschakeld in de groepsfase   |
| 1R      | uitgeschakeld in de eerste ronde |
| 2R      | uitgeschakeld in de tweede ronde |
| 3R      | uitgeschakeld in de derde ronde  |
| 4R      | uitgeschakeld in de vierde ronde |
| KF      | uitgeschakeld in de kwartfinale  |
| HF      | uitgeschakeld in de halve finale |
| F       | de finale verloren               |
| W       | het toernooi gewonnen            |
| w-v     | winst/verlies-balans             |

### Herendubbel
| Grandslamtoernooien   |                  |                  |                  |                  |                  |                  |                  |                  |                  |                  |                  |                  |                  |         |
| Australian Open       | –                | 1R               | HF               | 1R               | 3R               | KF               | 2R               | KF               | KF               | 1R               | 3R               | 1R               | 2R               | 19-12   |
| Roland Garros         | 3R               | 2R               | 2R               | 1R               | 2R               | 2R               | KF               | 1R               | 3R               | KF               | 1R               | –                | 1R               | 14-12   |
| Wimbledon             | 2R               | 2R               | 1R               | 2R               | 1R               | 1R               | 2R               | 1R               | 1R               | –                | 1R               | 2R               |                  | 5-11    |
| US Open               | 2R               | 1R               | 3R               | 3R               | 1R               | 1R               | KF               | F                | 1R               | 1R               | 3R               | 2R               |                  | 16-12   |
| Winst-verlies         | 4-3              | 2-4              | 7-4              | 3-4              | 3-4              | 4-4              | 8-4              | 8-4              | 5-4              | 3-3              | 4-4              | 2-3              | 1-2              | 54-47   |
| Tennis Masters Cup    |                  |                  |                  |                  |                  |                  |                  |                  |                  |                  |                  |                  |                  |         |
| ATP World Tour Finals | –                | –                | G                | –                | HF               | G                | HF               | F                | –                | G                | –                | –                |                  | 10-12   |
| ATP Masters 1000      |                  |                  |                  |                  |                  |                  |                  |                  |                  |                  |                  |                  |                  |         |
| Indian Wells          | 1R               | –                | 2R               | 2R               | 1R               | KF               | 1R               | 1R               | HF               | 1R               | 1R               | –                | –                | 6-10    |
| Miami                 | 1R               | –                | 1R               | 1R               | 2R               | 1R               | HF               | 1R               | 1R               | F                | 1R               | –                | –                | 7-10    |
| Monte Carlo           | 2R               | –                | KF               | 2R               | 2R               | KF               | 2R               | HF               | 2R               | 2R               | 2R               | –                | –                | 10-10   |
| Madrid                | –                | –                | KF               | F                | W                | 2R               | KF               | KF               | W                | 2R               | KF               | –                | –                | 18-7    |
| Rome                  | –                | –                | 2R               | –                | KF               | KF               | 1R               | 2R               | KF               | 1R               | 1R               | –                | –                | 5-8     |
| Montréal/Toronto      | –                | –                | 1R               | 1R               | 1R               | KF               | 2R               | KF               | KF               | HF               | 2R               | –                |                  | 6-9     |
| Cincinnati            | –                | –                | 1R               | 2R               | KF               | KF               | KF               | KF               | KF               | KF               | 1R               | –                |                  | 7-9     |
| Hamburg               | –                | –                | 2R               | 2R               | 2R               | Geen Master 1000 | Geen Master 1000 | Geen Master 1000 | Geen Master 1000 | Geen Master 1000 | Geen Master 1000 | Geen Master 1000 | Geen Master 1000 | 3-3     |
| Shanghai              | Geen Master 1000 | Geen Master 1000 | Geen Master 1000 | Geen Master 1000 | Geen Master 1000 | F                | F                | HF               | 2R               | 2R               | –                | –                |                  | 8-5     |
| Parijs                | –                | –                | KF               | 2R               | HF               | HF               | 2R               | KF               | KF               | 2R               | –                | –                |                  | 10-8    |
| Olympische Spelen     |                  |                  |                  |                  |                  |                  |                  |                  |                  |                  |                  |                  |                  |         |
| Olympische Spelen     | 1R               | n.v.t            | n.v.t.           | n.v.t.           | KF               | n.v.t.           | n.v.t.           | n.v.t.           | 1R               | n.v.t.           | n.v.t.           | n.v.t.           |                  | 2-3     |
| Statistieken          |                  |                  |                  |                  |                  |                  |                  |                  |                  |                  |                  |                  |                  |         |
| Totaal aantal titels  | 1                | 1                | 1                | 2                | 2                | 2                | 1                | 2                | 0                | 1                | 2                | 1                | 0                | 17      |
| Totaal winst-verlies  | 25-20            | 20-20            | 43-32            | 39-25            | 38-27            | 34-27            | 38-28            | 22-29            | 31-24            | 29-23            | 26-25            | 20-16            | 12-8             | 383-308 |
| Eindejaarsranking     | 49               | 54               | 16               | 24               | 15               | 18               | 12               | 14               | 15               | 20               | 44               | 56               |                  |         |